# Beek (Laarbeek)
Beek is een kerkdorp en een wijk in de gemeente Laarbeek,  in de Nederlandse provincie Noord-Brabant. Samen met Donk vormt Beek de kern Beek en Donk, een voormalige gemeente die in 1997 is opgegaan in de gemeente Laarbeek. Beek is de zuidelijke kern van Beek en Donk.

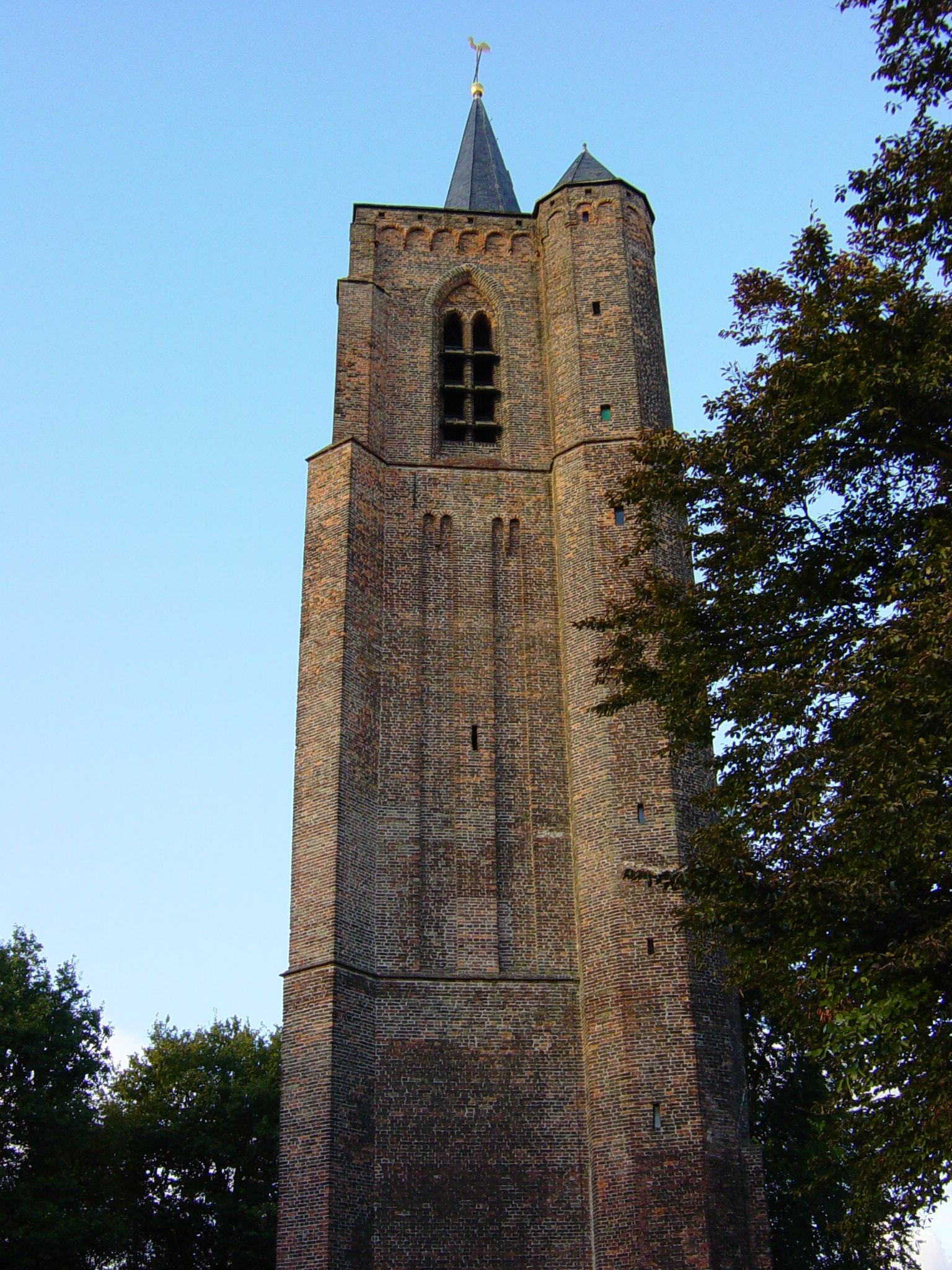
De Oude Toren in Beek

In Beek vindt men het Kasteel Eikenlust en de Oude Toren, een alleenstaande toren van een voormalige kerk uit omstreeks 1400, waarbij nog een begraafplaats ligt. De huidige parochiekerk is de Sint-Michaëlkerk uit 1935.
Het centrum van Beek wordt gevormd door het Heuvelplein, waaraan een aantal oudere panden staat.
Tegenwoordig kent Beek ook een bedrijventerrein dat zich bevindt langs de Zuid-Willemsvaart en het Wilhelminakanaal.